# Тыловое
Тылово́е (до 1948 года Хайто́; укр. Тилове, крымскотат. Hayto, Хайто) — село в Балаклавском районе города федерального значения Севастополя, входит в Орлиновский муниципальный округ (согласно административно-территориальному делению Украины — Орлиновского сельсовета Севастопольского горсовета).

## География
Село расположено в южной части Байдарской долины, в долине Хайту, между вершинами Каланых-Кая и Ктур-Кая Главной гряды Крымских гор, высота центра села над уровнем моря 298 м. Транспортное сообщение осуществляется по региональной автодороге 67Н-6 от шоссе Севастополь — Ялта (по украинской классификации — Т-2713)., ближайшее село — Орлиное в 2,5 км на восток.

## Население
| 2001 | 2011 | 2014 |
| ---- | ---- | ---- |
| 652  | ↗813 | ↘573 |

Численность населения по данным переписи населения по состоянию на 14 октября 2014 года составила 573 человека., по данным сельсовета на 2012 год — 590 человек. Площадь села — 0,63 км².
Динамика численности
| - 1805 год — 72 чел. - 1864 год — 35 чел. - 1886 год — 46 чел. - 1889 год — 134 чел. - 1892 год — 110 чел. - 1902 год — 135 чел. - 1915 год — 388/53 чел. - 1926 год — 252 чел. - 1939 год — 256 чел. | - 1953 год — 577 чел. - 1954 год — 220 чел. - 1989 год — 1117 чел. - 1998 год — 813 чел. - 2001 год — 652 чел. - 2009 год — 302 чел. - 2011 год — 813 чел. - 2012 год — 590 чел. - 2014 год — 573 чел. |

## История
Хайто — селение древнее, основано, как и большинство в Байдарской долине, видимо, в начале нашей эры потомками готов и аланов, смешавшихся с местным населением. В средние века входило в состав Чембальского консульства генуэзцев и упоминаться, как Caiton в Уставе для генуэзских колоний 1449 года).
В донесении бывшего Чембальского консула Андрео Сенестрари, датированном 1456 годом, упоминает о нападении двух турецких фуст и захвате в плен 300 жителей селения Кайто.
После захвата княжества в 1475 году Османами селение включили в Мангупского кадылыка Кефинского санджака (впоследствии эялетаэялета) империи. В материалах переписей Кефинского санджака 1520 года в селении Хайто, относящееся к Инкирману, было чисто христианским — числилась 51 семья. По переписи 1542 года в Хайто числилось 64 немусульманских семьи, из них 49 полных, 15 потерявших мужчину-кормильца и 7 взрослых холостых мужчин. С XVII века в этих краях начинает распространяться ислам. По налоговым ведомостям 1634 года в селении числилось 9 дворов немусульман, при этом жители 13 дворов недавно выселились в другие селения: в Алсу — 2 двора, в Балаклаву — 4, в Кучук-Мускомйа — 2 и в Ласпи — 5 дворов. В Джизйе дефтера Лива-и Кефе (Османских налоговых ведомостях) 1652 года, где перечислены христиане-налогоплательщики Кефинского эялета, селение не значится — видимо, перешло в статус маале, о чём записано в «Османском реестре земельных владений Южного Крыма 1680-х годов», согласно которому в 1686 году (1097 год хиджры) Байдар вместе с Махалле Кайто и Сахтик входил в Мангупский кадылык эялета Кефе. В Махалле Кайто упомянут 18 землевладельцев, из которых 4 иноверца, владевшие 598-ю дёнюмами земли. После обретения ханством независимости по Кючук-Кайнарджийскому мирному договору 1774 года «повелительным актом» Шагин-Гирея 1775 года Хайто было включено в Крымское ханство в состав Бакчи-сарайского каймаканства Мангупскаго кадылыка. По ведомости о выведенных в Приазовье христианах" А. В. Суворова, от 18 сентября 1778 года из Хаиты выехало греков 21 человек — 10 мужчин и 11 женщин.
После присоединения Крыма к России (8) 19 апреля 1783 года, (8) 19 февраля 1784 года, именным указом Екатерины II сенату, на территории бывшего Крымского Ханства была образована Таврическая область и деревня была приписана к Симферопольскому уезду. Перед Русско-турецкой войной 1787—1791 годов производилось выселение крымских татар из прибрежных селений во внутренние районы полуострова, в ходе которого в Кайту было переселено 43 человека. В конце войны, 14 августа 1791 года всем было разрешено вернуться на место прежнего жительства. После Павловских реформ, с 1796 по 1802 год, входила в Акмечетский уезд Новороссийской губернии. По новому административному делению, после создания 8 (20) октября 1802 года Таврической губернии, Хайту был включён в состав Чоргунской волости Симферопольского уезда.

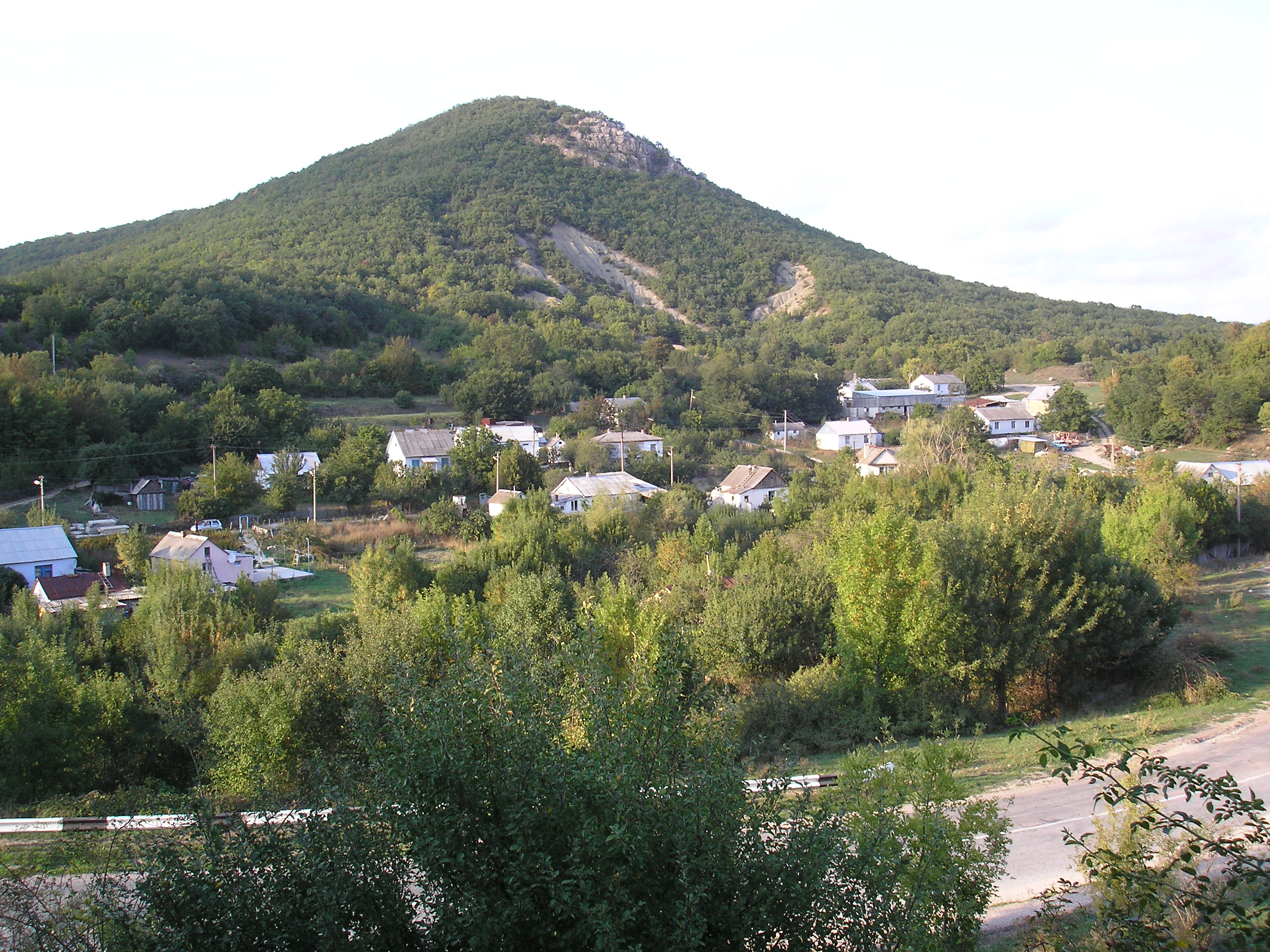

По Ведомости о всех селениях в Симферопольском уезде состоящих с показанием в которой волости сколько числом дворов и душ… от 9 октября 1805 года, в деревне Кайту числилось 19 дворов и 72 жителя, исключительно крымских татар. На военно-топографической карте генерал-майора Мухина 1817 года деревня Кайту обозначена с 30 дворами. После реформы волостного деления 1829 года Каясты, согласно «Ведомости о казённых волостях Таврической губернии 1829 года», отнесли к Байдарской волости.
Именным указом Николая I от 23 марта(по старому стилю) 1838 года, 15 апреля был образован новый Ялтинский уезд и деревню передали в состав Байдарской волости Ялтинского уезда. На карте 1842 года Кайту обозначена с 56 дворами.
В 1860-х годах, после земской реформы Александра II, деревня осталась в составе преобразованной Байдарской волости. Согласно «Списку населённых мест Таврической губернии по сведениям 1864 года», составленному по результатам VIII ревизии 1864 года, Кайту — казённая татарская деревня с 9 дворами, 35 жителями и мечетью при колодцах. На трёхверстовой карте Шуберта 1865—1876 года в деревне Кайту обозначено 8 дворов. На 1886 год в деревне Кайто при урочище Чисика, согласно справочнику «Волости и важнѣйшія селенія Европейской Россіи», проживало 46 человек в 7 домохозяйствах, действовала мечеть. По «Памятной книге Таврической губернии 1889 года», по результатам Х ревизии 1887 года, в деревне Хайто числилось 33 двора и 134 жителя. На верстовой карте 1889—1890 года в деревне обозначено 18 дворов с татарским населением.
После земской реформы 1890 года деревня осталась в составе преобразованной Байдарской волости. По «Памятной книге Таврической губернии 1892 года», в деревне Хайто, входившей в Варнутское сельское общество, числилось 110 жителей в 22 домохозяйствах, владевших на правах личной собственности 119,5 десятинами земли. По «…Памятной книжке Таврической губернии на 1902 год» в деревне Хайто, входившей в Варнутское сельское общество, числилось 135 жителей в 22 домохозяйствах. По Статистическому справочнику Таврической губернии. Ч.II-я. Статистический очерк, выпуск восьмой Ялтинский уезд, 1915 год, в деревне Хайто Байдарской волости Ялтинского уезда, числилось 60 дворов (все дворы с землёй) со смешанным населением в количестве 388 человек приписных жителей и 53 — «посторонних», из которых 217 мужчин и 224 женщин. Жители владели 450 десятинами удобной земли. В хозяйствах имелось 29 лошадей, 38 волов, 47 коров и 195 голов овец, свиней, или коз и приписанные к ней хутор имама Хатин-Эфенди, дача Шмигельского и имения Бесслера и Алтын Чаир Томилова.
После установления в Крыму Советской власти, по постановлению Крымревкома от 8 января 1921 года, была упразднена волостная система и село вошло в состав Севастопольского уезда. 21 января 1921 года на территории Севастопольского уезда был создан Балаклавский район, в который, в составе Байдарского сельсовета, вошёл Хайто. По одним сведениям, Байдарский район был образован в декабре 1921 года, по другим источникам — район был образован постановлением Крымского ЦИК и СНК 4 апреля 1922 года — Хайто переподчинили новому району. В 1922 году уезды получили название округов. 11 октября 1923 года, согласно постановлению ВЦИК, в административное деление Крымской АССР были внесены изменения, в результате которых был ликвидирован Байдарский и создан Севастопольский район и село включили в его состав. Население Хайту на 1925 год составило 221 человек. Согласно Списку населённых пунктов Крымской АССР по Всесоюзной переписи 17 декабря 1926 года, в селе Хайто, Байдарского сельсовета (в котором село состоит всю дальнейшую историю) Севастопольского района, числилось 55 дворов, все крестьянские, население составляло 252 человека, из них 243 татарина и 9 русских, действовала татарская школа I ступени (пятилетка). На основании постановления Крымского ЦИКа от 15 сентября 1930 года был вновь создан Балаклавский район, теперь как татарский национальный и Хайто включили в его состав.
В 1944 году, после освобождения Крыма от фашистов, согласно Постановлению ГКО № 5859 от 11 мая 1944 года, 18 мая крымские татары были депортированы в Среднюю Азию — из Хайто (колхоз «Спецкультура») — выселено 44 семьи, осталось 7 семей. 12 августа 1944 года было принято постановление № ГОКО-6372с «О переселении колхозников в районы Крыма», по которому из Воронежской области РСФСР в Балаклавский район планировалось переселить 6000 колхозников — конкретно в село 44 семьи и в сентябре 1944 года в район уже прибыли 8470 человек (с 1950 года в район стали приезжать колхозники из Сумской области УССР). Есть информация, что первоначально планировалось название Ново-Чигиловка, поскольку «жители вселены из Чигольского района Воронежской области». С 25 июня 1946 года в составе Крымской области РСФСР. Указом Президиума Верховного Совета РСФСР от 18 мая 1948 года, Хайто переименовали в деревню Тыловая, статаус села присвоен позже. По состоянию на 1 января 1953 года в селе было 13 хозяйств колхозников (43 человека) и 2 хозяйства рабочих и служащих (4 человека). В 1954 году в Тыловом числилось 16 хозяйств и 59 жителей. 26 апреля 1954 года Севастополь, в составе Крымской области, был передан из состава РСФСР в состав УССР. 24 апреля 1957 года был упразднён Балаклавский район и село было передано в состав Куйбышевского района Крымской области. Указом Президиума Верховного Совета УССР «Об укрупнении сельских районов Крымской области», от 30 декабря 1962 года Куйбышевский район упразднили и Тыловое передали в Бахчисарайский район. 1 января 1965 года, указом Президиума ВС УССР «О внесении изменений в административное районирование УССР — по Крымской области», Тыловое, вместе с Орлиновским сельсоветом, вновь передано из Бахчисарайского района в подчинение Балаклавскому. С 21 марта 2014 года в составе Севастополя аннексировано Россией.